# Frontière entre Saint-Vincent-et-les-Grenadines et Trinité-et-Tobago
La frontière entre Saint-Vincent-et-les-Grenadines et Trinité-et-Tobago est la frontière, intégralement maritime, séparant Saint-Vincent-et-les-Grenadines et Trinité-et-Tobago, dans les Petites Antilles (mer des Caraïbes).
Il n'y a actuellement aucun traité bilatéral en vigueur mais on peut se baser sur une ligne médiane entre les deux traits de côtes des îles de Tobago (plus précisément St. Giles Island et Marble Island) et l'archipel des Grenadines (plus précisément Moustique).
L'extrémité de la frontière avec Grenade a été fixé par le point TTG2 (11°59′03″ N, 60°54′38″ O) dans un accord entre Grenade et Trinité-et-Tobago signé en 2010. Il ne constitue cependant pas précisément le tripoint.
L'extrémité de la frontière avec la Barbade a été fixé par le point A (11°45,80'N, 59°14,94'W) dans un traité entre la Barbade et Trinité-et-Tobago qui a été jugé en 2006 par le tribunal international du droit de la mer.